# Associazione Calcio Spezia 1989-1990
Questa voce raccoglie le informazioni riguardanti l'Associazione Calcio Spezia nelle competizioni ufficiali della stagione 1989-1990.

## Stagione
Nella stagione 1989-1990 lo Spezia disputa il girone A del campionato di Serie C1. Con 32 punti ottiene l'undicesimo posto. Sempre agli ordini dell'allenatore Sergio Carpanesi si assiste ad una vera rivoluzione, infatti sono molte le partenze ed altrettanto gli arrivi, con solo sei elementi confermati, lo Spezia è di fatto da rifondare. Avendo ottenuto la qualifica, con il terzo posto della scorsa stagione, lo Spezia inizia la stagione affrontando il primo turno della Coppa Italia che è ritornata ad essere ad eliminazione diretta, è una ouverture di lusso, a Monza contro l'Inter di Giovanni Trapattoni, anche se si perde (1-0). In campionato la musica è diversa, per la Serie B lottano Modena, Lucchese ed Empoli e gli aquilotti devono guardarsi alle spalle, saliranno le prime due. A marzo le sconfitte con Carrarese ed Empoli, pongono fine alla quadriennale parentesi di Sergio Carpanesi alla guida della compagine spezzina, al suo posto arriva Benito Mannoni che porta ad una tranquilla salvezza. Nella Coppa Italia di Serie C nei sedicesimi di finale viene superata la Carrarese, negli ottavi di finale il Prato, nei quarti di finale finisce la corsa degli aquilotti, per mano della Lucchese.

## Rosa
| N. |                      | Ruolo | Calciatore            |
| -- | -------------------- | ----- | --------------------- |
|    | Italia (bandiera)    |       | Filippo Baschieri     |
|    | Italia (bandiera)    |       | Piergiorgio Benettini |
|    | Italia (bandiera)    | A     | Fabrizio Bertoneri    |
|    | Italia (bandiera)    | C     | Alberto Carlini       |
|    | Italia (bandiera)    | C     | Sergio Casilli        |
|    | Italia (bandiera)    | A     | Giovanni Ceccarini    |
|    | Italia (bandiera)    | C     | Massimo Ceccaroni     |
|    | Argentina (bandiera) | P     | Walter Ciappi         |
|    | Italia (bandiera)    | D     | Giovanni Colasante    |
|    | Italia (bandiera)    | D     | Roberto Galbiati      |
|    | Italia (bandiera)    | C     | Michele Gioia         |
|    | Italia (bandiera)    | C     | Marco Marocchi        |

| N. |                   | Ruolo | Calciatore          |
| -- | ----------------- | ----- | ------------------- |
|    | Italia (bandiera) | D     | Danio Montani       |
|    | Italia (bandiera) | A     | Santo Perrotta      |
|    | Italia (bandiera) | C     | Giuseppe Pregnolato |
|    | Italia (bandiera) | A     | Gianluca Righetti   |
|    | Italia (bandiera) | P     | Filippo De Lorenzo  |
|    | Italia (bandiera) | A     | Marco Rossi         |
|    | Italia (bandiera) | A     | Carlo Sassarini     |
|    | Italia (bandiera) | D     | Francesco Siviero   |
|    | Italia (bandiera) | C     | Luciano Spalletti   |
|    | Italia (bandiera) | C     | Andrea Stabile      |
|    | Italia (bandiera) | D     | Devis Tonini        |

## Risultati

### Serie C1

#### Girone di andata
| Arbitro: | Rossignoli (Firenze) |

|                             |           |               |
| Ceccaroni 75’ Spalletti 89’ | Marcatori | 41’ O. Tacchi |

| Arbitro: | Capovilla (Verona) |

|               |           |                             |
| Giansanti 29’ | Marcatori | 13’ Ceccarini 59’ Colasante |

| Arbitro: | Bettin (Padova) |

|              |           |           |
| Ceccaroni 2’ | Marcatori | 85’ Patta |

| Arbitro: | Bernardini (Rovigo) |

|                                                        |           |             |
| Simonetta 18’ Paci 19’ Di Stefano 53’ M. Donatelli 90’ | Marcatori | 26’ Casilli |

| Arezzo 15 ottobre 1989 5ª giornata | Arezzo           | 0 – 0 | Spezia | Stadio Città di Arezzo\| Arbitro: \| Bazzoli (Merano) \| |
| Arbitro:                           | Bazzoli (Merano) |       |        |                                                          |

| Arbitro: | Mughetti (Cesena) |

|                     |           |                          |
| M. Rossi 61’ (rig.) | Marcatori | 43’ Pistella 68’ Lazzini |

| Arbitro: | Griffo (Palermo) |

|                                |           |             |
| Soda 64’ Pregnolato 87’ (aut.) | Marcatori | 59’ Montani |

| Arbitro: | Rossi (Rovigo) |

|              |           |  |
| Perrotta 78’ | Marcatori |  |

| Arbitro: | Bettin (Padova) |

|                                |           |             |
| Cappellini 34’ Cornacchini 80’ | Marcatori | 11’ Montani |

| La Spezia 19 novembre 1989 10ª giornata | Spezia               | 0 – 0 | Modena | Stadio Alberto Picco\| Arbitro: \| Brignoccoli (Ancona) \| |
| Arbitro:                                | Brignoccoli (Ancona) |       |        |                                                            |

| Arbitro: | Brasca (Busto Arsizio) |

|                       |           |                 |
| E. Roselli 73’ (rig.) | Marcatori | 63’ G. Righetti |

| Arbitro: | Salerno (Acireale) |

|                     |           |  |
| M. Rossi 32’ (rig.) | Marcatori |  |

| Arbitro: | Cirotti (Roma) |

|             |           |  |
| Casilli 77’ | Marcatori |  |

| Arbitro: | Rausa (Cosenza) |

|                   |           |              |
| Fiorio 40’ (rig.) | Marcatori | 71’ M. Rossi |

| Arbitro: | Bazzoli (Merano) |

|              |           |  |
| Perrotta 44’ | Marcatori |  |

| Arbitro: | Contente (Salerno) |

|              |           |  |
| Sacchetti 8’ | Marcatori |  |

| Arbitro: | Griffo (Palermo) |

|                                       |           |                     |
| Marocchi 40’ Perrotta 48’ Casilli 76’ | Marcatori | 85’ (rig.) Bergossi |

#### Girone di ritorno
| Arbitro: | Brignoccoli (Ancona) |

|                      |           |               |
| Chiappino 27’ (rig.) | Marcatori | 17’ Colasante |

| La Spezia 4 febbraio 1990 19ª giornata | Spezia           | 0 – 0 | Montevarchi | Stadio Alberto Picco\| Arbitro: \| Arena (Ercolano) \| |
| Arbitro:                               | Arena (Ercolano) |       |             |                                                        |

| Tortona 11 febbraio 1990 20ª giornata | Derthona            | 0 – 0 | Spezia | Stadio Fausto Coppi\| Arbitro: \| Bernardini (Rovigo) \| |
| Arbitro:                              | Bernardini (Rovigo) |       |        |                                                          |

| La Spezia 18 febbraio 1990 21ª giornata | Spezia              | 0 – 0 | Lucchese | Stadio Alberto Picco\| Arbitro: \| Collina (Viareggio) \| |
| Arbitro:                                | Collina (Viareggio) |       |          |                                                           |

| Arbitro: | Rivola (Roma) |

|                |           |  |
| Brandolini 53’ | Marcatori |  |

| Arbitro: | Conocchiari (Macerata) |

|                       |           |               |
| Pasquini 44’ Rivi 46’ | Marcatori | 70’ Ceccarini |

| Arbitro: | Curotti (Piacenza) |

|  |           |                  |
|  | Marcatori | 49’ Di Francesco |

| Arbitro: | Griffo (Palermo) |

|                     |           |              |
| De Gradi 69’ (rig.) | Marcatori | 71’ Perrotta |

| Arbitro: | Rodomonti (Teramo) |

|                      |           |  |
| Ceccaroni 72’ (rig.) | Marcatori |  |

| Modena 8 aprile 1990 27ª giornata | Modena              | 0 – 0 | Spezia | Stadio Alberto Braglia\| Arbitro: \| D'Ambrosio (Padova) \| |
| Arbitro:                          | D'Ambrosio (Padova) |       |        |                                                             |

| La Spezia 14 aprile 1990 28ª giornata | Spezia                 | 0 – 0 | Prato | Stadio Alberto Picco\| Arbitro: \| Casoli (Reggio Emilia) \| |
| Arbitro:                              | Casoli (Reggio Emilia) |       |       |                                                              |

| Trento 29 aprile 1990 29ª giornata | Trento         | 0 – 0 | Spezia | Stadio Briamasco\| Arbitro: \| Cirotti (Roma) \| |
| Arbitro:                           | Cirotti (Roma) |       |        |                                                  |

| Arbitro: | Brignoccoli (Ancona) |

|               |           |             |
| Francioso 47’ | Marcatori | 2’ Perrotta |

| La Spezia 13 maggio 1990 31ª giornata | Spezia         | 0 – 0 | Chievo | Stadio Alberto Picco\| Arbitro: \| Aricò (Milano) \| |
| Arbitro:                              | Aricò (Milano) |       |        |                                                      |

| Arbitro: | Rausa (Cosenza) |

|                                                      |           |  |
| Perrotti 39’ P. Poggi 57’ Castelli 62’ Andreatta 82’ | Marcatori |  |

| La Spezia 27 maggio 1990 33ª giornata | Spezia            | 0 – 0 | Carpi | Stadio Alberto Picco\| Arbitro: \| D'Agostini (Roma) \| |
| Arbitro:                              | D'Agostini (Roma) |       |       |                                                         |

| Arbitro: | Repace (Perugia) |

|              |           |  |
| Rastelli 57’ | Marcatori |  |

### Coppa Italia
| Arbitro: | Dal Forno (Ivrea) |

|               |           |  |
| Klinsmann 83’ | Marcatori |  |

### Coppa Italia serie C

#### Sedicesimi di finale
| Arbitro: | Cirotti (Roma) |

|  |           |                            |
|  | Marcatori | 28’ Spalletti 58’ Perrotta |

| Arbitro: | Bortoli (Schio) |

|                 |           |  |
| G. Righetti 70’ | Marcatori |  |

#### Ottavi di finale
| Arbitro: | Scarcelli (Cosenza) |

|                              |           |  |
| M. Rossi 11’ G. Righetti 63’ | Marcatori |  |

| Arbitro: | Rossi (Rovigo) |

|  |           |              |
|  | Marcatori | 85’ Perrotta |

#### Quarti di finale
| Arbitro: | D'Ambrosio (Padova) |

|              |           |              |
| M. Rossi 21’ | Marcatori | 45’ G. Salvi |

| Arbitro: | Introvigne (Conegliano) |

|                                       |           |  |
| Simonetta 25’ Di Stefano 45’ Paci 83’ | Marcatori |  |